# Irene Sharaff
Irene Sharaff (ur. 23 stycznia 1910 w Bostonie; zm. 10 sierpnia 1993 w Nowym Jorku) – amerykańska kostiumografka filmowa.

## Wybrana filmografia
- 1943: Curie-Skłodowska
- 1945: Jolanda i złodziej
- 1954: Narodziny gwiazdy
- 1961: Flower Drum Song
- 1967: Poskromienie złośnicy
- 1977: Druga strona północy

## Nagrody i nominacje
Została pięciokrotnie uhonorowana Oscarem, a także otrzymała nominację do nagrody BAFTA i 11 razy do Oscara.